# Dielectroforesis

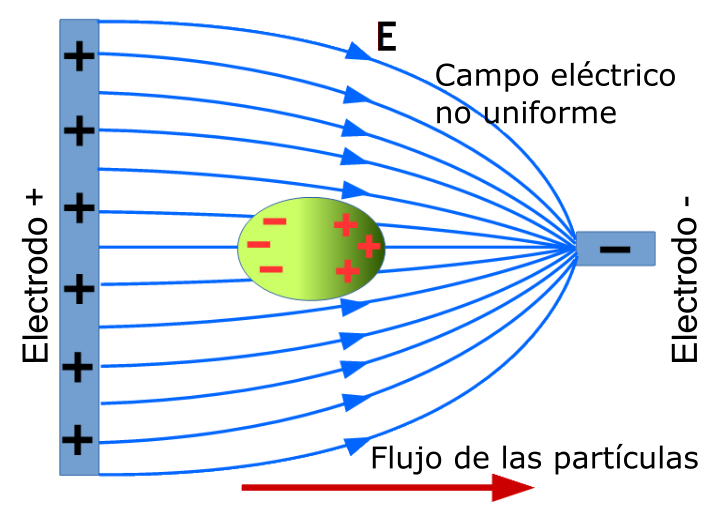
Esquema de la dielectroforesis

Dielectroforesis (conocida como DEP en inglés), es un movimiento de las partículas causado por los efectos de polarización en un campo eléctrico no uniforme.
Esta fuerza no requiere que la partícula esté  cargada. Todas las partículas exhiben actividad dielectroforética en presencia de campos eléctricos. Sin embargo, la intensidad de la fuerza depende mucho del medio y de las propiedades eléctricas de las partículas, de la forma y tamaño de las partículas, así como de la frecuencia del campo eléctrico. En consecuencia, los campos de una frecuencia particular pueden manipular partículas con gran selectividad. Esto ha permitido, por ejemplo, la separación de células o la orientación y manipulación de nanopartículas. y nanocables. Además, un estudio del cambio en la fuerza de la DEP en función de la frecuencia puede permitir que sean aclaradas las propiedades eléctricas (o electrofisiológicas) en el caso de las células).

## Antecedentes y Propiedades
Aunque el fenómeno que ahora llamamos dielectroforesis se describió a principios del siglo XX, sólo fue objeto de un estudio serio y comprendido por Herbert Pohl en los años cincuenta. Recientemente, la dielectroforesis ha vuelto a adquirir importancia debido a su potencial en la manipulación de las micropartículas, nanopartículas y  células .

## Fuerza dielectroforética
La fuerza dielectroforètica, {\textstyle F_{DEF}}, que se produce sobre una partícula esférica de radio {\textstyle r_{p}} viene dada por la expresión:
{\displaystyle F_{DEF}=2\pi \epsilon _{0}\epsilon _{m}r_{p}^{3}f\nabla E^{2}}
donde:
- {\displaystyle \epsilon _{0}} es la constante dieléctrica, o permitividad, del vacío.
- {\displaystyle \epsilon _{m}} es la constante dieléctrica relativa, o permitividad relativa, del medio donde está suspendida la partícula.
- {\textstyle \nabla E} es el gradiente del campo eléctrico {\textstyle E}.
- {\textstyle f}  es el factor de Clausius-Mossoti, que vale: {\textstyle f={\frac {\sigma _{p}-\sigma _{m}}{\sigma _{p}+2\sigma _{m}}}} donde {\textstyle \sigma _{p}} y {\textstyle \sigma _{m}} son las conductividades complejas de la partícula y del medio respectivamente.